# Lobi Stars FC
El Lobi Stars FC és un club de futbol nigerià de la ciutat de Makurdi.
Va ser fundat com Hawks of Makurdi el 1981 per l'Estat de Benue. Més tard esdevingué Benue Breweries Limited (BBL) Hawks Football Club, quan l'empresa cervesera adquirí el club el 1985. Tornà a canviar de nom quan el Lobi Bank adquirí el club el 1990 esdevenint Lobi Bank Football Club.

## Palmarès
- Lliga nigeriana de futbol:[3]
  - 1999, 2018
- Copa nigeriana de futbol:[4]
  - 2003
- Supercopa nigeriana de futbol:
  - 1999, 2018